# 刘北宪
刘北宪（1955年1月—），男，湖南安乡人，中华人民共和国官员。

## 生平
1972年9月至1974年6月，在昌平南邵公社插队。1974年6月至1979年1月，担任北京新华印刷厂工人。1979年1月至1983年3月，就读于北京大学一分校中文系。毕业后进入中国新闻社，历任新闻部编辑，总编室、新闻部副主任、主任。1992年6月加入中国共产党。1994年6月至1996年12月，中国新闻社副总编辑。1997年1月至2000年2月，中国新闻社香港分社社长。2000年2月至2004年9月，升任中国新闻社副社长兼副总编辑。2004年9月至2007年2月，担任中国新闻社常务副社长兼副总编辑、社委会委员。
2007年2月至2009年2月，担任中国新闻社总编辑、常务副社长、社委会委员。2009年2月至2015年2月，中国新闻社社长、党委书记、社委会委员。2015年2月，退休。
2017年8月16日，中央纪委驻中央统战部纪检组发布消息说，中国新闻社原党委书记、社长刘北宪涉嫌严重违纪，目前正接受组织审查。2017年11月13日，据驻中央统战部纪检组消息，日前中央纪委驻中央统战部纪检组对中国新闻社原党委书记、社长刘北宪进行了立案审查，“经查，刘北宪违反政治纪律，对抗组织审查；违反中央八项规定精神，多次违规出差乘坐飞机头等舱、收取礼金等；严重违反组织纪律，滥用职权，为民营企业谋取巨额利益，造成重大国有资产流失；严重违反廉洁纪律，收受他人钱款、贵重物品。”“依据《中国共产党纪律处分条例》等有关规定，给予刘北宪开除党籍处分；依据《事业单位工作人员处分暂行规定》等有关规定，取消其退休待遇；将其涉嫌犯罪问题、线索移送司法机关依法办理。”